# كفر مستنان
قرية كفر مستنان هي إحدى القرى التابعة لمركز شبراخيت في محافظة البحيرة في جمهورية مصر العربية. حسب إحصاءات سنة 2006، بلغ إجمالي السكان في كفر مستنان 12623 نسمة، منهم 6567 رجل و6056 امرأة.